# Macropetasma
Genre
Macropetasma est un genre de crustacés décapodes dont les représentants ressemblent à des crevettes.
Il s'agit de crustacés endémiques du sud de l'Afrique.

## Liste des espèces
- Macropetasma africana (Balss, 1913) - crevette nageuse